# Šmartinske Cirkovce
Šmartinske Cirkovce so naselje v Mestni občini Velenje.